# 呂倌孫
呂倌孫，字星田，江蘇陽湖縣（今屬常州市）人。清朝政治人物。

## 生平
道光十八年（1838年）中式戊戌科進士。選翰林院庶吉士，散館授編修。官至廣東雷瓊道。

## 家族
先祖呂宮，清初狀元。兄呂佺孫，翰林。